# Consortium d'entreprises
Consortium d'entreprises (CDE) est une entreprise générale sénégalaise leader du secteur du bâtiment et travaux publics.
En 2000, CDE était classée parmi les 20 premières entreprises sénégalaises. Dans son secteur elle est l'une des premières et l'une des seules à pouvoir réaliser de grands chantiers.

## Histoire
- 1967 : J. Bakhazi crée l’Entreprise CDE, spécialisée dans les travaux de menuiserie métallique et d’électricité bâtiment et rurale.
- 1978 : Le CDE renforce son staff d’ingénieurs, Abdoulaye Chimère Diaw rejoint CDE comme PCA.
- 1987 : J. Bakhazi se retire et trois responsables techniques deviennent de nouveaux actionnaires ; R. Chemali est nommé Directeur Général du CDE.
- 1990 : Entrée du CDE dans l’activité Routes et Travaux Publics.
- 2006 : Création (études et construction) du Tunnel de Soumbédioune, 1er tunnel du Sénégal.
- 2008 : Inauguration du Tunnel de Soumbédioune dans le cadre de l'Organisation de la conférence islamique

## Dirigeants
- Abdoulaye Chimère Diaw : Président du Conseil d'Administration
- Rassene Chemali : Directeur Général
- Lucien Haddad : Directeur Général Adjoint (Exploitation et Export)
- Souheil Fourzoli : Directeur Général Adjoint (Administration et Finances)

## Domaines d'activités

### Bâtiment
• Génie civil
• Charpente métallique
• Étanchéité
• Carrelage - Revêtement
• Menuiserie Aluminium
• Menuiserie métallique
• Menuiserie bois
• Plomberie - Sanitaire
• Électricité
• Peinture
• Vitrerie

### Travaux Publics
• Terrassements généraux
• Pistes
• Routes
• Ouvrages d'art

### Hydraulique
• Hydraulique Urbaine et Rurale
• Puits, Contre-puits, forages
• Alimentation
• Assainissement